# IQOS

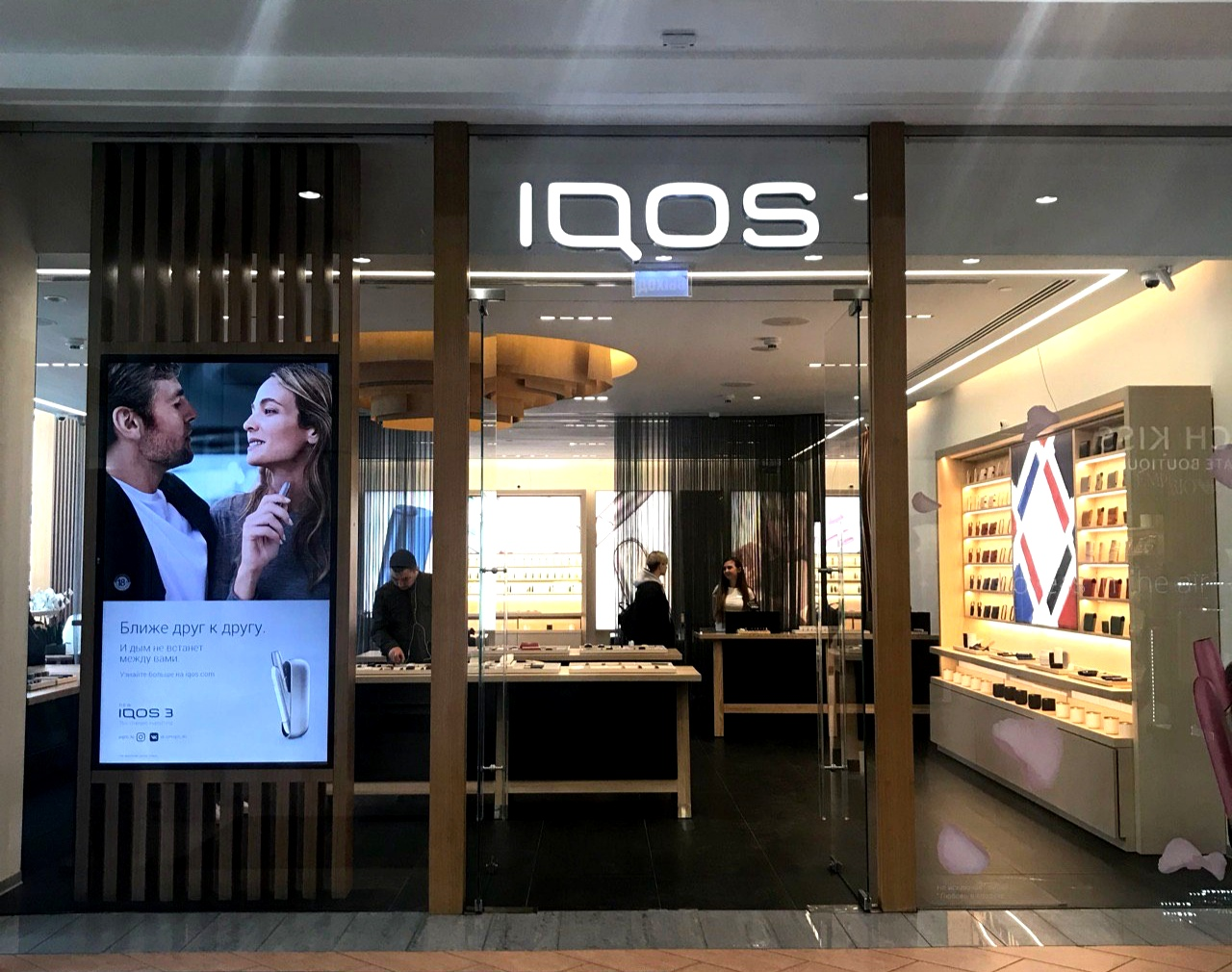
Офіс компанії Philip Morris International

IQOS (вимовляється як «а́йкос») — це система нагрівання тютюну, розроблена компанією Philip Morris International. Система використовується курцями, як альтернативний спосіб споживання тютюну, а не як спосіб позбутися від нікотинової залежності.
За інформацією Всесвітньої організації охорони здоров'я, не існує вагомих доказів, що технологія нагрівання тютюну робить такі продукти як IQOS менш шкідливими, ніж інші тютюнові вироби. У системному огляді наукових медичних публікацій (2021) зроблено такі ж висновки. Європейське респіраторне товариство стверджує, що продукти з нагріванням тютюну викликають залежність і спричиняють онкологічні захворювання.

## Огляд
Для використання системи необхідні три компоненти: зарядний пристрій, тримач і паличка з тютюном, яка нагріватиметься (тютюновий стік).

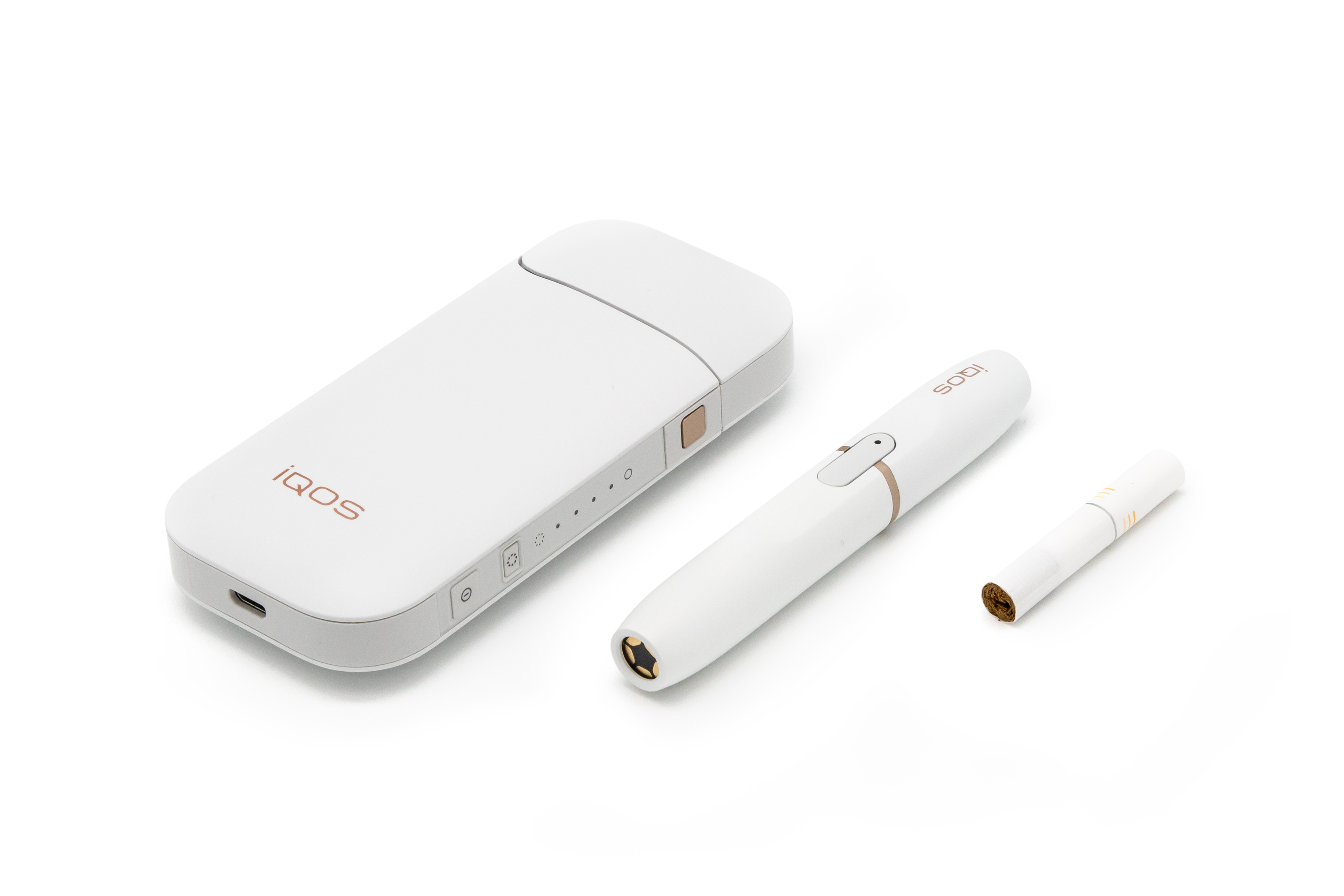
Зарядний пристрій, тримач та стік

1. Тютюновий стік не містить нарізаного тютюнового листя і виготовляється зі спресованого тютюнового порошку з додаванням води, гліцерину, гуарової камеді і целюлозних волокон. Підготовлений тютюн спресовується шляхом стиснення (запатентована технологія «crimping»). Вага стіка становить близько 320 мг[5].
2. Тримач — це електронна система з живленням від акумулятора. Усередині тримача знаходиться керамічний нагрівальний елемент, покритий золотом і платиною[6]. Система нагріває тютюн у точно заданому температурному діапазоні[5].
3. Зарядний пристрій використовується для зарядки тримача[5].

У системі використовується технологія HeatControl, яка дозволяє нагрівати тютюн до температури, що не перевищує 350 °C (температура горіння тютюну в сигареті становить від 600 до 900 °C. Таким чином, в IQOS тютюн не піддається процесу горіння. При використанні системи відбувається утворення тютюнової пари (аерозолю), в якій рівень шкідливих речовин, що виділяються (за винятком нікотину), в середньому нижче, ніж у сигаретному димі. Однак, використання IQOS все одно залишається шкідливим і не виключає ризики для здоров'я, пов'язані зі споживанням тютюну.
Курити стік двічі не рекомендується через підвищення токсичності. Порушення технології нагрівання і техніки безпеки призводить до вивільнення шкідливих домішок, тому повторне застосування здійснює негативний вплив на здоров'я людини.
Прем'єрний запуск IQOS відбувся в 2014 році в Нагоя (Японія) і в Мілані (Італія).

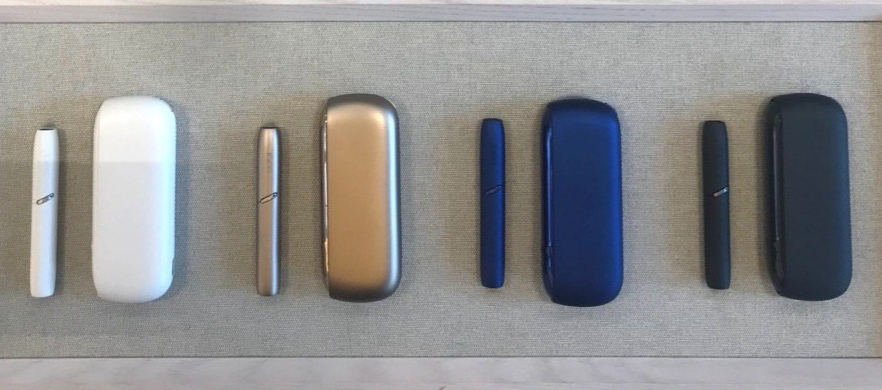
IQOS 3 в різних кольорах

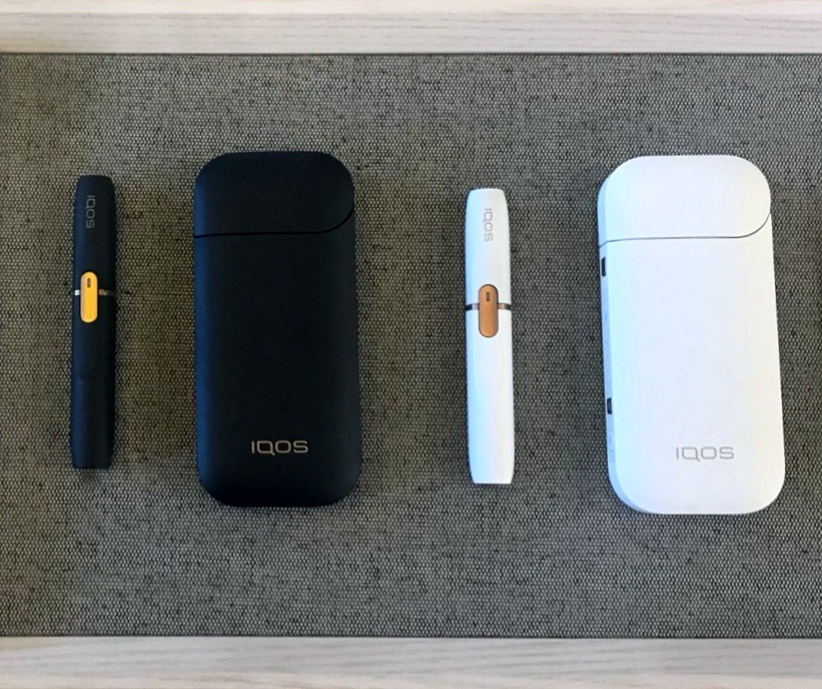
IQOS2.4 +

## Ризики для здоров'я

### Дослідження виробника
У дослідженнях, проведених самою компанією-виробником Філіп Морріс Інтернешнл (ФМІ) перед початком продажу своїх систем для нагрівання тютюну, порівнювалися хімічні склади, генотоксичність і цитотоксичність аерозолю в системах нагрівання тютюну і диму в звичайних сигаретах. Було встановлено, що рівень більшості проаналізованих шкідливих і потенційно шкідливих компонентів у системах нагрівання тютюну в середньому на 90—95 % нижче, ніж у димі сигарети. Так само пропорційно менша генотоксичність і цитотоксичність аерозолю в порівнянні з тютюновим димом у лабораторних токсикологічних тестах in vitro. Це пояснюється тим, що в IQOS тютюн нагрівається, а не горить.
У червні 2018 року компанія ФМІ опублікувала результати перших шести місяців 12-місячного клінічного дослідження реакцій організму (Exposure Response Study). Метою дослідження було: порівняти біологічну реакцію організму людей, які використовували IQOS, з тими, хто продовжував палити цигарки. У дослідженні брали участь 984 добровольці-курці, протягом півроку 496 з них продовжували курити сигарети, а 488 замінили їх на IQOS. За підсумками шести місяців було виявлено, що в групі IQOS деякі маркери клінічного ризику (ліпопротеїн високої щільності, лейкоцити, розчинна молекула міжклітинної адгезії SICAM-1, 11-дегідротромбоксан-B2, 8-епі-простагландин-2, карбоксигемоглобин, обсяг форсованого видиху за 1 секунду (ОФВ1), загальний NNAL) показали динаміку, яка зазвичай відбувається при відмові від куріння.

### Незалежні дослідження
У 2017 році швейцарськими вченими (Рето Ауер з співавт.) було проведено власне дослідження продукції IQOS, за результатами якого в аерозолі, що отримується при нагріванні тютюнових стіків, було виявлено вміст нікотину на рівні 84 % від рівня, що міститься в димі звичайної сигарети. Крім того, в дослідженні стверджувалося, що аерозоль IQOS містить продукти піролізу тютюну та інші речовини, які є такими ж шкідливими, як і в звичайному сигаретному димі. На думку авторів опублікованого дослідження, вживання тютюнових стіків IQOS всередині приміщення має підлягати такій же забороні, як і куріння звичайних сигарет. У відповідь на це компанія ФМІ опублікувала спростування, в якому поставила під сумнів використовувані в дослідженні методи і інтерпретацію результатів. Оскільки дослідники використовували для хімічного аналізу нестандартний курильний прилад, який був розроблений і перевірений ними самостійно. Також науковці з компанії ФМІ вказали на помилки в методології проведених тестів, які могли значно вплинути на отриманий результат.

## Критика
В липні 2019 року директор «Львівської тютюнової фабрики» Григорій Козловський у своєму інтерв'ю зазначив, що паличка з тютюном в IQOS виготовляється з відходів тютюну з додаванням хімічних сполук. Він також додав, що в Європі IQOS заборонений.